# Делл-Рапідс (Південна Дакота)
Делл-Рапідс (англ. Dell Rapids) — місто (англ. city) в США, в окрузі Міннігага штату Південна Дакота. Населення — 3996 осіб (2020).

## Географія
Делл-Рапідс розташований за координатами 43°49′29″ пн. ш. 96°42′53″ зх. д. / 43.82472° пн. ш. 96.71472° зх. д. (43.824824, -96.714589).  За даними Бюро перепису населення США в 2010 році місто мало площу 5,40 км², з яких 5,25 км² — суходіл та 0,15 км² — водойми.

## Демографія
Згідно з переписом 2010 року, у місті мешкали 3633 особи в 1388 домогосподарствах у складі 973 родин. Густота населення становила 672 особи/км².  Було 1495 помешкань (277/км²).
Расовий склад населення:
| - 98,0 % — білих - 0,6 % — корінних американців - 0,2 % — азіатів - 0,1 % — чорних або афроамериканців |

До двох чи більше рас належало 0,9 %. Частка іспаномовних становила 1,4 % від усіх жителів.
За віковим діапазоном населення розподілялося таким чином: 28,9 % — особи молодші 18 років, 56,1 % — особи у віці 18—64 років, 15,0 % — особи у віці 65 років та старші. Медіана віку мешканця становила 34,8 року. На 100 осіб жіночої статі у місті припадало 95,1 чоловіків;  на 100 жінок у віці від 18 років та старших — 92,3 чоловіків також старших 18 років.
Середній дохід на одне домашнє господарство  становив 65 551 долар США (медіана — 60 532), а середній дохід на одну сім'ю — 75 524 долари (медіана — 71 435). За межею бідності перебувало 11,8 % осіб, у тому числі 14,8 % дітей у віці до 18 років та 19,7 % осіб у віці 65 років та старших.
Цивільне працевлаштоване населення становило 2011 осіб. Основні галузі зайнятості: освіта, охорона здоров'я та соціальна допомога — 27,2 %, фінанси, страхування та нерухомість — 15,5 %, роздрібна торгівля — 11,4 %, виробництво — 7,5 %.